# Eduardo Villegas Megías
Eduardo Villegas Megías (Orizaba, Veracruz; 5 de abril de 1978) es un escritor y filósofo mexicano. Fue Coordinador de Memoria Histórica y Cultural de México de la Presidencia de la República durante el gobierno de Andrés Manuel López Obrador. Actualmente es embajador de México en Rusia.
Es maestro en Filosofía por la Universidad Nacional Autónoma de México (UNAM) y se ha desempeñado como profesor en diversas universidades, como en el Colegio de Estudios Latinoamericanos de la Facultad de Filosofía y Letras de la UNAM. Trabajó en las oficinas de la Jefatura de Gobierno del Distrito Federal como asistente directo de Andrés Manuel López Obrador.

## Obras
- La sabiduria infinita. La actitud de Vico ante los clàsicos en Cuadernos sobre Vico 17-18. pp. 271-276 (2005)
- La seriedad del juego. Una lectura de las leyes de Platón en El saber filosófico: Tópicos del saber filosófico, Martínez Contreras, Jorge et al. (comp.), México, siglo XXI, 2007
- El juego en su laberinto, Villegas Megías, Eduardo (comp.), México, Afínita, 2008